# Caddella africana
Espèce
Synonymes
- Oonopsopilio africanus Lawrence, 1931

Caddella africana est une espèce d'opilions dyspnois de la famille des Acropsopilionidae.

## Distribution
Cette espèce est endémique du Cap-Occidental en Afrique du Sud.

## Systématique et taxinomie
Cette espèce a été décrite sous le protonyme Oonopsopilio africanus par Lawrence en 1931. Elle est placée dans le genre Caddella par Lawrence en 1934.

## Étymologie
Son nom d'espèce lui a été donné en référence au lieu de sa découverte, l'Afrique.

## Publication originale
- Lawrence, 1931 : « The Harvest-spiders (Opiliones) of South Africa. » Annals of the South African Museum, vol. 29, no 2, p. 341-508 (texte intégral).